# Lake Antoine
Lake Antoine är en sjö i Grenada.   Den ligger i parishen Saint Patrick, i den nordöstra delen av landet, 21 km nordost om huvudstaden Saint George's. Lake Antoine ligger 11 meter över havet. Den ligger på ön Grenada.